# Талаківська селищна рада
Талаківська се́лищна ра́да — орган місцевого самоврядування у складі Кальміуського району Маріуполя Донецької області. Адміністративний центр — селище міського типу Талаківка.

## Загальні відомості
- Населення ради: 5214 особи (станом на 2001 рік)

## Населені пункти
Селищній раді підпорядковані населені пункти:
- смт Талаківка
- с. Гнутове
- с-ще Ломакине

## Склад ради
Рада складається з 30 депутатів та голови.
- Голова ради: Салгалов Вячеслав Сергійович

### Депутати
За результатами місцевих виборів 2010 року депутатами ради стали:

#### За суб'єктами висування
| Суб'єкт висування | Кількість обраних депутатів | %   |
| ----------------- | --------------------------- | --- |
| Партія регіонів   | 30                          | 100 |

#### За округами
| № округу        | Прізвище, ім'я, по батькові        | Дата визнання обраним | Освіта                    | Партійна приналежність | Відомості про обраного депутата                                                                                      |
| --------------- | ---------------------------------- | --------------------- | ------------------------- | ---------------------- | --- |
| Партія регіонів |                                    |                       |                           |                        | |
| 1               | Мазур Євген Миколайович            | 04.11.2010            | Освіта вища               | член Партії регіонів   | Жовтневий районний центр соціальних служб для сім'ї, дітей та молоді, директор                                       |
| 2               | Борисенко Олександр Валерійович    | 04.11.2010            | Освіта вища               | член Партії регіонів   | ПАТ «Маріупольський металургійний комбінат ім. Ілліча», газовий цех, майстер зміни                                   |
| 3               | Семененко Зоя Михайлівна           | 04.11.2010            | Освіта вища               | член Партії регіонів   | загальноосвітня школа № 58, директор                                                                                 |
| 4               | Веселов Сергій Анатолійович        | 04.11.2010            | Освіта середня            | член Партії регіонів   | ПАТ «Азовмаш» автотранспортний цех, начальник ділянки                                                                |
| 5               | Шимков Павло Петрович              | 04.11.2010            | Освіта середня спеціальна | член Партії регіонів   | ЗАТ «Азовелектросталь», цех № 105, розливник сталі                                                                   |
| 6               | Пінчук Любов Антонівна             | 04.11.2010            | Освіта вища               | член Партії регіонів   | загальноосвітня школа № 58, заступник директора                                                                      |
| 7               | Леонтьєва Світлана Гуріївна        | 04.11.2010            | Освіта вища               | член Партії регіонів   | ПАТ «Маріупольський металургійний комбінат ім. Ілліча» юридичний відділ, юрист                                       |
| 8               | Шевченко Віктор Іванович           | 04.11.2010            | Освіта вища               | член Партії регіонів   | ГО «Асоціація ЗПС МБ», голова правління                                                                              |
| 9               | Поліщук Марія Іванівна             | 04.11.2010            | Освіта вища               | член Партії регіонів   | загальноосвітня школа № 58, керівник гуртка                                                                          |
| 10              | Маркевич Володимир Володимирович   | 04.11.2010            | Освіта середня спеціальна | член Партії регіонів   | Маріупольська міська лікарня швидкої допомоги, водій                                                                 |
| 11              | Шпак Олена Юріївна                 | 04.11.2010            | Освіта вища               | член Партії регіонів   | «Євроімпреза-Азов», директор                                                                                         |
| 12              | Драга Олег Миколайович             | 04.11.2010            | Освіта середня            | член Партії регіонів   | Першотравневий відділ державного управління МНС України в Донецькій області, пожежний                                |
| 13              | Клименко Інна Олексіївна           | 04.11.2010            | Освіта вища               | член Партії регіонів   | ТОВ «Центр експертно-геодезичного забезпечення», головний бухгалтер                                                  |
| 14              | Бусева Світлана Миколаївна         | 04.11.2010            | Освіта середня            | член Партії регіонів   | Територіальний центр соціальної служби Іллічівського району, соціальний працівник                                    |
| 15              | Петросян Ніна Іванівна             | 04.11.2010            | Освіта середня            | член Партії регіонів   | СТзОВ «Ново-Шахтарське», бухгалтер                                                                                   |
| 16              | Дьяченко Артем Сергійович          | 04.11.2010            | Освіта вища               | член Партії регіонів   | ВАТ «Гідромонтаж», директор                                                                                          |
| 17              | Іваненко Григорій Андрійович       | 04.11.2010            | Освіта вища               | член Партії регіонів   | пенсіонер |
| 18              | Таранущенко Антоніна Володимирівна | 04.11.2010            | Освіта вища               | член Партії регіонів   | ПАТ «Маріупольський металургійний комбінат ім. Ілліча» агроцех № 1, голова профспілки                                |
| 19              | Свєтличенко Олександр Вікторович   | 04.11.2010            | Освіта вища               | член Партії регіонів   | ПАТ «Маріупольський металургійний комбінат ім. Ілліча», газовий цех, апаратник очищення газу                         |
| 20              | Корона Іван Вікторович             | 04.11.2010            | Освіта середня            | член Партії регіонів   | пенсіонер |
| 21              | Щуренко Галина Анатоліївна         | 04.11.2010            | Освіта вища               | член Партії регіонів   | Талаковська селищна рада, головний бухгалтер                                                                         |
| 22              | Жиров Сергій Вікторович            | 04.11.2010            | Освіта вища               | член Партії регіонів   | Суб'єкт підприємницької діяльності «Якуніна» м. Чернігів, водій                                                      |
| 23              | Вашура Владислав Савелійович       | 04.11.2010            | Освіта вища               | член Партії регіонів   | тимчасово не працює                                                                                                  |
| 24              | Борисенко Сергій Валерійович       | 04.11.2010            | Освіта вища               | член Партії регіонів   | тимчасово не працює                                                                                                  |
| 25              | Лікчина Микола Микулайович         | 04.11.2010            | Освіта вища               | член Партії регіонів   | ПАТ «Маріупольський металургійний комбінат ім. Ілліча» агроцех № 1, інженер                                          |
| 26              | Черкаський Ігор Сергійович         | 04.11.2010            | Освіта вища               | член Партії регіонів   | ПАТ «Маріупольський металургійний комбінат ім. Ілліча», ВВО, контролер оперативної групи                             |
| 27              | Якін Іван Володимирович            | 04.11.2010            | Освіта вища               | член Партії регіонів   | ПАТ «Маріупольський металургійний комбінат ім. Ілліча», киснево-конверторний цех, змінний майстер                    |
| 28              | Голіус Геннадій Володимирович      | 04.11.2010            | Освіта середня            | член Партії регіонів   | ПАТ «Маріупольський металургійний комбінат ім. Ілліча», газовий цех, електрик                                        |
| 29              | Красіков Олександр Іванович        | 04.11.2010            | Освіта вища               | член Партії регіонів   | ПАТ «Маріупольський металургійний комбінат ім. Ілліча», газовий цех, механік                                         |
| 30              | Семенов Андрій Анатолійович        | 04.11.2010            | Освіта середня спеціальна | член Партії регіонів   | ПАТ «Маріупольський металургійний комбінат ім. Ілліча», залізнично-дорожній цех, бригадир слюсарів ремонтної бригади |